# Sebastiano De Luca
Sebastiano De Luca (Cardinale, 4 novembre 1820 – Napoli, 17 aprile 1880) è stato un chimico, naturalista e politico italiano.
Fu senatore del Regno d'Italia nella XIII legislatura.

## Biografia
Sebastiano De Luca nacque nel 1820 a Cardinale figlio del farmacista Martino e di Maria Carello. Era fratello di Francesco, Domenico e Giuseppe. Dopo gli studi a Napoli e l'influenza di Raffaele Piria, si impegnò sia nella ricerca scientifica che nell'attivismo politico, partecipando ai moti del 1848 e subendo anche delle condanne. In seguito, durante il suo soggiorno a Parigi, collaborò con rinomati scienziati come François Arago e Marcellin Berthelot.
Nel 1857 ottenne la cattedra di chimica a Pisa e successivamente si trasferì a Napoli, dove fondò l'Istituto Chimico all'Università Federico II e contribuì notevolmente allo sviluppo della chimica nella città. La sua produzione scientifica fu vastissima, con oltre 200 pubblicazioni che spaziavano dalla chimica organica e inorganica alla chimica biologica e agraria. Il suo allievo e assistente fu il chimico Pietro Punzo, il quale scrisse un opuscolo sulla spiegazione dello scioglimento del sangue di San Gennaro.
De Luca si interessò anche alla ricerca archeologica, analizzando reperti di Pompei e conducendo studi sui vulcani della regione, come la Solfatara di Pozzuoli e l'isola di Vulcano. Oltre alla sua attività accademica, si impegnò nella divulgazione scientifica fondando e dirigendo il giornale "L'Incoraggiamento".
La sua curiosità scientifica lo portò a esplorare una vasta gamma di argomenti, dalla sintesi di composti chimici alla terapia delle malattie agricole, dai coloranti vegetali alla composizione chimica delle acque minerali. De Luca fu anche pioniere nello studio degli effetti dell'hashish sull'organismo umano.
La sua carriera culminò con la nomina a senatore poco prima della sua morte nel 1880.

## Opere
Tra le sue principali opere si ricordano:
- Azione dell'ioduro di fosforo sulla glicerina memoria
- Botulinum toxin: uses, mechanisms of action and complications
- Des moyens de constater la présence de l'iode et d'en determiner
- Nuove ricerche chimiche sopra una materia simigliante a filo carbonizzato rinvenuta negli scavi di Pompei